# Турек, Тони
То́ни Ту́рек (нем. Toni Turek; 18 января 1919, Дуйсбург, Веймарская республика — 11 мая 1984, Нойс, ФРГ) — немецкий футболист, вратарь, чемпион мира 1954 года.

## Игровая карьера
Начинал играть в «Дуйсбурге». Подавал большие надежды, по мнению некоторых, считался одним из самых многообещающих вратарей Германии. Но всё испортила война. В 1939 году Турек вошёл в Польшу. В 1943 году Тони чудом не погиб под Орлом, но всё равно попал в госпиталь. После выхода из госпиталя попал на западный фронт и был пленён американскими войсками, которые его отпустили.
После возвращения домой играл за «Айнтрахт» и «Фортуну». В 1954 году случилось главное событие в его футбольной жизни — Зепп Хербергер взял его на ЧМ-1954. 35-летний Турек был основным голкипером сборной. Он сыграл почти все матчи, а в финале отразил удар Золтана Цибора, после которого комментатор Херберт Циммерман назвал его «богом футбола».
В 1956 году Турек сыграл свои последние матчи за «Боруссию»-Мёнхенгладбах и завершил карьеру. После неё работал клерком в банке.
В 1973 году его сразил паралич ног, с которым Турек боролся 11 лет. Скончался в мае 1984 года.